# 誰かが私を殺した
『誰かが私を殺した』（だれかがわたしをころした）は、東野圭吾の推理小説。加賀恭一郎シリーズの第13作。Audibleから2024年7月24日にオーディオブックが配信された。

## 概要
著者初のオーディオブックオリジナル作品として、単行本などの紙媒体や電子書籍などを経ず、初出がオーディオブックとなることを前提に東野圭吾、講談社、およびAudibleの協力による特別プロジェクトの一環として本作は生まれた。
東野はこれまで国内において自作のオーディオブック化を認めてこなかったが、才能ある小説家たちが活躍できる新たなステージになるかもしれないと期待し、今回のプロジェクトに参加している。文字ではなく音声を使って小説を楽しんでもらうことを企画し、単なる朗読ではなく、よりエンタテインメント性を高める工夫がなされている。

## あらすじ
国重ホールディングスの国重塔子は亡き夫の月命日に墓前で手を合わせていると、突然背中に衝撃を受ける。気がつくと塔子は魂だけの存在となっており、この世に留まっていた。塔子は警察の遺体安置所で出会った警視庁捜査一課の刑事・加賀恭一郎と彼の部下・新澤たちの捜査を通し、自分の命を奪った人物が誰なのかを見届ける。

## 登場人物
国重 塔子
被害者。国重ホールディングスの「女帝」として辣腕を振るってきた。
国重 辰真
塔子の息子。来月に結婚を控える。
加賀 恭一郎
警視庁捜査一課の警部。
新澤
女性刑事。加賀の新たな相棒。

## オーディオブック

### キャスト（オーディオブック）
- 国重塔子 - 寺島しのぶ[1][2]
- 国重辰真 - 松坂桃李[1][2]
- 加賀恭一郎 - 高橋克典[1][2]
- 新澤 - 逢田梨香子[1]
- ナレーション - 寺島しのぶ[1]
- その他 -  新藤みなみ、勝杏里、さとうあい、稲葉実、四宮豪、柿田よしくに、谷口誠太郎、荻野晴朗、坂本くんぺい[4]